# Señor météo

Señor météo est une chanson humoristique, sur un air de cha-cha-cha, enregistrée par Carlos en 1974.

## Auteurs
Le compositeur de la musique est Joe Dassin, et les paroles sur cette musique ont été écrites par Claude Lemesle. C'est la première collaboration de ce trio Dassin, Lemesle et Carlos.

## Thème
Cette chanson se moque de l’imprécision des bulletins des présentateurs météo et de la difficulté à annoncer le temps qu'il fera, tout en ayant le souci de vulgariser les informations plus précises mais plus complexes de Météo-France.
Le bulletin météo est alors un rendez-vous très suivi sur les télévisions ou radios, et la popularité des bulletins sur les médias, qui se font concurrence, repose souvent sur la personnalité du présentateur, Monsieur ou Miss Météo. Le titre évoque succinctement deux présentateurs célèbres de bulletin météo à la radio au début des années 1970, Albert Simon sur Europe 1 et Jean Breton sur RTL.

## Accueil
C’est un succès, et un disque d’or en France, avec 400 000 à 500 000 exemplaires de disques 45 tours vendus,,,. En Belgique, le titre atteint la 16e place des classements.

## Reprises et autres
Ce titre est repris par le québécois Patrick Zabé dès 1975,, puis par Les Enfoirés en 2002.
La chanson connaît aussi des utilisations à des fins publicitaires par Rothelec, une entreprise spécialisée dans les radiateurs électriques et les tables à induction,.